# سیارک ۳۰۸۴۴
سیارک ۳۰۸۴۴ (به انگلیسی: 30844 Hukeller، نامگذاری:1991KE) سی هزار و هشتصد و چهل و چهارمین سیارک کشف شده‌است که در ۱۷ مه ۱۹۹۱ کشف شد.